# Наньпін
Наньпін (кит. спр. 南平市, піньїнь: Nánpíng Shì) — місто-округ в південнокитайській провінції Фуцзянь.

## Географія
Наньпін на півночі обмежений горами Уїшань, на сході — Цзюфеншанем, лежить у верхній течії Міньцзяну.

### Клімат
Місто знаходиться у зоні, котра характеризується вологим субтропічним кліматом. Найтепліший місяць — липень із середньою температурою 28.9 °C (84 °F). Найхолодніший місяць — січень, із середньою температурою 8.9 °С (48 °F).
| Клімат Наньпіна         | Клімат Наньпіна | Клімат Наньпіна | Клімат Наньпіна | Клімат Наньпіна | Клімат Наньпіна | Клімат Наньпіна | Клімат Наньпіна | Клімат Наньпіна | Клімат Наньпіна | Клімат Наньпіна | Клімат Наньпіна | Клімат Наньпіна | Клімат Наньпіна |
| Показник                | Січ.            | Лют.            | Бер.            | Квіт.           | Трав.           | Черв.           | Лип.            | Серп.           | Вер.            | Жовт.           | Лист.           | Груд.           | Рік             |
| Середній максимум, °C   | 14              | 15              | 19              | 24              | 28              | 30              | 34              | 34              | 31              | 26              | 21              | 16              | 24              |
| Середня температура, °C | 9               | 11              | 15              | 19              | 23              | 26              | 29              | 28              | 26              | 21              | 16              | 11              | 19              |
| Середній мінімум, °C    | 5               | 7               | 11              | 15              | 19              | 22              | 24              | 23              | 21              | 16              | 12              | 7               | 15              |
| Норма опадів, мм        | 55              | 102             | 178             | 208             | 304             | 282             | 144             | 136             | 110             | 66              | 49              | 40              | 1674            |
| ----------------------- | --------------- | --------------- | --------------- | --------------- | --------------- | --------------- | --------------- | --------------- | --------------- | --------------- | --------------- | --------------- | --------------- |
| Джерело: Weatherbase    |                 |                 |                 |                 |                 |                 |                 |                 |                 |                 |                 |                 |                 |

## Адміністративний устрій
До складу префектури входять 2 міські райони, 3 міста і 5 повітів.
| Карта                                                                  | Карта   | Карта    | Карта            |
| ---------------------------------------------------------------------- | ------- | -------- | ---------------- |
| Гуанцзе Шао'у Уїшань Цзяньян Шуньчан Яньпін Пучен Цзяньоу Сунсі Чженхе |         |          |                  |
| Статус                                                                 | Назва   | Оригінал | Населення (2020) |
| Міський район                                                          | Цзяньян | 建阳区   | 340 843          |
| Міський район                                                          | Яньпін  | 延平区   | 454 605          |
| Місто                                                                  | Уїшань  | 武夷山市 | 259 668          |
| Місто                                                                  | Цзяньоу | 建瓯市   | 434 451          |
| Місто                                                                  | Шао'у   | 邵武市   | 273 721          |
| Повіт                                                                  | Гуанцзе | 光泽县   | 130 294          |
| Повіт                                                                  | Пучен   | 浦城县   | 297 719          |
| Повіт                                                                  | Сунсі   | 松溪县   | 130 867          |
| Повіт                                                                  | Чженхе  | 政和县   | 179 413          |
| Повіт                                                                  | Шуньчан | 顺昌县   | 179 064          |